# Andola, Jevargi
Andola là một làng thuộc tehsil Jevargi, huyện Gulbarga, bang Karnataka, Ấn Độ.